# Lajtakörtvélyes
Lajtakörtvélyes (németül: Pama, korábban Baumern, horvátul: Bijelo Selo) község Ausztriában, Burgenland tartományban, a Nezsideri járásban.

## Fekvése
Nezsidertől 24 km-re északkeletre fekszik.

## Nevének eredete
Nevét onnan kapta, hogy vadkörtefákban gazdag helyen települt. Német neve valószínűleg a bei den Baume-ből ered.

## Története
1208-ban villa Kurthuel néven említik először. 1529-ben török pusztította el, mely után horvátokkal telepítették be. Bár a horvátok száma az utóbbi évtizedekben számottevően csökkent, ma is aktív szerepet játszanak a község életében. Az istentiszteletek nagy részét is horvátul tartják. 1898-ban a földrajzi nevek magyarosítása jegyében hivatalos nevét Mosonkörtvélyesre változtatták. Birtokosa az Esterházy család volt, a lajtafalusi uradalomhoz tartozott.
Vályi András szerint " KÖRTVÉLYES. Páma. Elegyes falu Moson Várm. földes Ura H. Eszterházy Uraság, és több Urak, lakosai katolikusok, fekszik Köpcsénhez 1 mértföldnyire, Posonyhoz 1 1/2 órányira, határja középszerű, réttyeinek egy része jó, más része pedig sásos szénát terem, lajtha vize néha elszokta önteni, fájok és szőlejek nints; de vagyonnyaikat jól eladhattyák, és pénzt is jó móddal keresketnek."
Fényes Elek szerint " Körtvélyes, (Pama vagy Pammern), horvát falu, Moson vmegyében, Pozsonhoz 2 órányira, 780 kath. lak., paroch. templommal, 6 kerekü vizimalommal a Lajtán. Róna határa termékeny, s a lakosok 94 6/ telek után birnak 2178 hold szántóföldet, 342 h. rétet; inkább lovakat mint ökröket tartanak. Földesura h. Eszterházy, de nemes udvarokat birnak itt a Zsitvay és Naszvady örökösök is. Ut. post. Köpcsény."
1910-ben 1045, többségben horvát lakosa volt, jelentős német és magyar kisebbséggel. A trianoni békeszerződésig Moson vármegye Rajkai járásához tartozott. 1921-óta tartozik Ausztria Burgenland tartományához.
2001-ben 1005 lakosából 14 volt szlovák, 699 német, 13 szlovák, 262 horvát és 17 egyéb nemzetiségű volt.

## Nevezetességei
A Mindenszentek tiszteletére szentelt római katolikus temploma román kori eredetű, mai formájában 1700-ban épült.

## Külső hivatkozások
- Hivatalos oldal
- A község az Osztrák Statisztikai Hivatal honlapján
- Katolikus lexikon